# Tod Murphy
Tod James Murphy (Long Beach, 24 dicembre 1963) è un ex cestista e allenatore di pallacanestro statunitense, professionista nella NBA, in Italia, Spagna, Grecia e Giappone.

## Palmarès
- Campione CBA (1988)
- CBA Playoff MVP (1988)